# Aneilema umbrosum
Aneilema umbrosum är en himmelsblomsväxtart som först beskrevs av Vahl, och fick sitt nu gällande namn av Carl Sigismund Kunth. Aneilema umbrosum ingår i släktet Aneilema och familjen himmelsblomsväxter.

## Underarter
Arten delas in i följande underarter:
- A. u. ovato-oblongum
- A. u. umbrosum